# 刺客教條：兄弟會
《刺客教條：兄弟會》是育碧公司的蒙特利尔工作室开发的一款第三人称歷史奇幻類遊戲。它支持Microsoft Windows、PlayStation 3和Xbox 360三個平臺。本作是育碧公司2009年遊戲《刺客教條II》的續集。另於2016年11月17日在PlayStation 4和Xbox One發售與《刺客教條II》和《刺客教條：啟示錄》三部曲合併的《刺客教條：埃齊歐合輯》。2017年5月23日提供简体中文支持。

## 遊戲系統與特色
界面及指令大致直接沿用前作《刺客教條II》，新增見習刺客管理系統：在解除一區域內之教宗勢力後，主角可拯救被迫害的市民並招覽其進入刺客兄弟會以派遣他們到歐洲各地執行任務，或在任務進行時作出支援。本作除繼續新增更多戰鬥動作、可使用武器和敵兵種類，也首次強調採取主動及先制之戰鬥風格：有別於前二作偏重反擊，本作加強敵兵之兇暴性並引入連殺系統：在成功殺死一個敵兵後，主角可運用連殺（一擊即能殺死往後每一個敵兵）以便快速消減敵兵數量。承接前作的城鎮重建及商店投資系統，本作將之擴大至可以重建整個羅馬市。本作也在任務中首次引入100%同步要求設定：部分記憶須滿足特定要求（如在一定時限內完成記憶、只使用某武器或不損失同步值）才能達至完全同步。
本作是《刺客教條》系列首部設有線上多人模式之作品。

## 劇情
緊接前作《刺客教條II》 ，現代刺客戴斯蒙·邁爾斯（Desmond Miles）與同伴露西·斯蒂爾曼（Lucy Stillman）、肖恩‧海斯汀（Shuan Hastings）及麗貝卡‧克琳（Rebecca Crane）在逃離跨國製藥公司Abstergo（現代聖殿騎士團）的追擊後到達義大利城市蒙特里焦尼。以已荒廢的奧迪托雷莊園地下室作為新的藏身之所，戴斯蒙再次使用基因記憶追溯機器「Animus 2.0」，再度進入其刺客祖先伊吉歐·奧迪托雷（Ezio Auditore de Firenze）的記憶。
1499年12月文藝復興時期，40歲的伊吉歐於放棄刺殺教宗亞歷山大六世羅德里哥·波吉亞（Rodrigo Borgia）後回到蒙特里焦尼。1500年1月，教宗之子切薩雷·波吉亞（Cesare Borgia）一天晚上領兵對城市發動攻擊。切薩雷於城破之時奪回伊吉歐伯父馬力歐·奧迪托雷（Mario Auditore）保管之古代遺物「伊甸碎片」、將之槍殺及命士兵槍傷伊吉歐。伊吉歐負傷帶領傭兵及家人逃走後獨自前往義大利首都羅馬，並發現波吉亞家族已幾乎控制了整個城市，市區百業蕭條，市民被剝削而生活困苦。以市內台伯河上的小島台伯島為基地，伊吉歐聯結市內妓女、盜賊及傭兵勢力，以及招攬反抗的市民加入其刺客兄弟會以解放在教宗勢力控制下的羅馬。於各方協助下，伊吉歐得知切薩雷的財政由其兄長胡安·波吉亞（Juan Borgia）負責，而切薩雷則欲借助法國瓦盧瓦公爵路易十二的軍事力量以及發明家達文西之戰爭機器以征服義大利。
在把切薩雷的財源和軍隊瓦解以及把達文西的戰爭機器毀滅後，伊吉歐於1503年潛進梵蒂岡聖天使城堡欲與教宗對質時得知「伊甸碎片」已落入教宗手上，而教宗因不滿其子無窮的野心（包括對蒙特里焦尼發動攻擊）而對切薩雷下毒，切薩雷獲悉後把教宗殺死並到聖彼得大教堂奪回碎片但被伊吉歐先行奪得。同年12月教宗儒略二世即位並下令拘捕切薩雷。1507年3月伊吉歐前往西班牙城市維亞納並於圍城戰中與切薩雷進行最後決鬥，伊吉歐擊敗切薩雷後將其從城牆投下，最後把碎片藏在羅馬競技場附近一密室內。
戴斯蒙四人於猜出密室密碼後前往正進行工程的羅馬競技場並進入天壇聖母堂。在啟動教堂內機關後四人成功進入位於教堂地底之朱諾神殿（碎片所在地），但在戴斯蒙觸及碎片一刻，「第一文明」（First Civilization）成員朱諾（Juno）控制了其身體並暗示露西與塞壬計劃（Project Siren，也叫女妖計劃）有關，她真正效忠的乃聖殿騎士團，隨即驅使戴斯蒙向露西腹部刺了一刀。
戴斯蒙等人事跡將在後繼刺客教條系列作品《刺客教條：啟示錄》 繼有叙述。

## 登場人物
主條目：刺客教條系列角色列表

## 开发
《刺客教條系列》使用了Flash、Havok、Bink、FaceFX、Audiokinetic Wwise、Autodesk HumanIK 等技术。
《兄弟会》由Ubi Montreal 为首，Annecy、Singapore、Bucharest 和Québec City 协同的5个Ubi工作室共同开发。多人模式主要由制作过混沌理论的Ubisoft Annecy 完成。
游戏的作曲家为耶斯帕·居德，游戏原声碟在2010年11月16日发行。